# Philippe Laurent
Philippe Laurent (Charleroi, 6 december 1944) is een voormalig Belgisch volksvertegenwoordiger.

## Levensloop
Laurent promoveerde tot doctor in de rechten aan de UCL en vestigde zich als advocaat in Charleroi.
In december 1987 werd hij voor de PSC verkozen tot lid van de Kamer van volksvertegenwoordigers voor het arrondissement Charleroi en vervulde dit mandaat tot in 1991. Hij was tevens lid van de Waalse Gewestraad en de Raad van de Franse Gemeenschap. In de Kamer was hij in mei 1990, samen met Tony Van Parys, verslaggever voor de parlementaire onderzoekscommissie aangaande banditisme en terrorisme
Van 1989 tot 1994 zetelde hij tevens gemeenteraad van Charleroi, waar hij PSC-fractieleider was.
Omdat hij niet akkoord ging met de derde plaats die hem voor de wetgevende verkiezingen van 1991 werd gegeven, trok hij zich terug. In de gemeenteraad bleef hij tot in 1994 als onafhankelijke zetelen. Hij richtte een nieuwe lijst op onder de naam Vie, maar die kende geen succes.
Hij hernam toen voltijds zijn activiteiten als advocaat.